# Wereldbeker schaatsen 2008/2009 - Wereldbeker 6 - 2e 1000 meter vrouwen
De achtste van 10 wedstrijden voor de wereldbeker schaatsen 1000 meter werd gehouden op 25 januari 2009 in Kolomna.

## Uitslag A-divisie
| rang   | schaatser            | tijd    | punten |
| ------ | -------------------- | ------- | ------ |
| Goud   | Margot Boer          | 1.15,79 | 100    |
| Zilver | Anni Friesinger      | 1.15,81 | 80     |
| Brons  | Christine Nesbitt    | 1.15,85 | 70     |
| 4      | Jin Peiyu            | 1.16,36 | 60     |
| 5      | Yu Jing              | 1.16,51 | 50     |
| 6      | Shannon Rempel       | 1.16,53 | 45     |
| 7      | Annette Gerritsen    | 1.16,85 | 40     |
| 8      | Laurine van Riessen  | 1.16,89 | 36     |
| 9      | Sayuri Yoshii        | 1.16,90 | 32     |
| 10     | Jennifer Rodriguez   | 1.17,17 | 28     |
| 11     | Jekaterina Sjichova  | 1.17,44 | 24     |
| 12     | Jekaterina Lobysjeva | 1.17,78 | 21     |
| 13     | Heather Richardson   | 1.17,81 | 18     |
| 14     | Monique Angermüller  | 1.17,84 | 16     |
| 15     | Chiara Simionato     | 1.17,98 | 14     |
| 16     | Elli Ochowicz        | 1.18,47 | 12     |
| 17     | Heike Hartmann       | 1.18,49 | 10     |
| 18     | Tomomi Okazaki       | 1.18,67 | 8      |

## Loting
| rit | binnenbaan          | buitenbaan           |
| --- | ------------------- | -------------------- |
| 1   | Tomomi Okazaki      | Shannon Rempel       |
| 2   | Jekaterina Sjichova | Jekaterina Lobysjeva |
| 3   | Jennifer Rodriguez  | Elli Ochowicz        |
| 4   | Heather Richardson  | Chiara Simionato     |
| 5   | Sayuri Yoshii       | Heike Hartmann       |
| 6   | Laurine van Riessen | Monique Angermüller  |
| 7   | Anni Friesinger     | Jin Peiyu            |
| 8   | Annette Gerritsen   | Christine Nesbitt    |
| 9   | Margot Boer         | Yu Jing              |

## Top 10 B-divisie
| rang | schaatser              | tijd    | punten |
| ---- | ---------------------- | ------- | ------ |
| 1    | Natasja Bruintjes      | 1.16,81 | 25     |
| 2    | Jekaterina Abramova    | 1.18,33 | 19     |
| 3    | Yuliya Skokova         | 1.19,09 | 15     |
| 4    | Gabriele Hirschbichler | 1.19,20 | 11     |
| 5    | Maki Tsuji             | 1.19,28 | 8      |
| 6    | Angelina Golikova      | 1.19,85 | 6      |
| 7    | Kerry Dankers          | 1.19,88 | 4      |
| 8    | Rebekah Bradford       | 1.20,16 | 2      |
| 9    | Anna Badayeva          | 1.21,57 | 1      |
| 10   | Paulina Wallin         | 1.21,95 | 0      |